# Prato (stad)
Prato is een stad in de Italiaanse regio Toscane, 20 kilometer ten noordwesten van Florence. De stad telt ongeveer 187.000 inwoners en is de hoofdstad van de gelijknamige provincie. De stad heeft tevens een historische ommuurde binnenstad in de vorm van een zeshoek. De rivier de Bisenzio stroomt dwars door de stad; een van de bruggen hierover is de monumentale Ponte Mercatale. Andere belangrijke monumenten van Prato zijn het Castello dell'Imperatore, de kathedraal, het Palazzo Pretorio en de basiliek Santa Maria delle Carceri.
Prato, gesticht in de 11e eeuw, is een oude industriestad. Van oudsher gaat het hier vooral om de textielindustrie. De stad is gelegen aan de Autostrada del Sole (A1), een van de oudste snelwegen van Europa, bij het knooppunt met de snelweg Florence - Pisa (A11).
Vanaf de jaren vijftig van de 20e eeuw ontstond er veel migratie naar Prato. De grootste groep migranten zijn de Chinese Italianen.

## Musea
De stad Prato is rijk aan musea, enkele van de belangrijkste zijn:
- Museo Civico
- Museo Diocesano
- Museo di Casa Datini
- Museo del Tessuto (Textiel)
- Centro per l'arte contemporanea Luigi Pecci (Moderne kunst)
- Museo del Centro di Scienze Naturali (Natuurlijke wetenschappen)
- Museo della Deportazione (Deportatie)
- Museo della Vite e del Vino (Druiven en wijn)
- Parco Museo Quinto Martini (Beelden van Quinto Martini)

## Chinese immigratie
De stad Prato heeft na de stad Milaan de grootste Chinese gemeenschap van Italië. De grootste Chinese buurt van Italië bevindt zich desalniettemin in Prato in plaats van Milaan. Volgens de Italiaanse autoriteiten wonen er ongeveer 45.000 mensen in Prato van Chinese komaf. Het merendeel van de Chinese gemeenschap in Prato komt oorspronkelijk uit de Chinese streek Wenzhou in de provincie Zhejiang. Sommigen van hen zijn verder gemigreerd en kwamen in Parijs Chinatown terecht. De eerste Chinezen in Prato kwamen aan het begin van de jaren negentig van de 20e eeuw. China stond emigratie toe sinds de opendeurpolitiek van Deng Xiaoping. De meeste Chinezen hier werken in een van de ongeveer 3500 kledingfabriekjes. Prato Chinatown is gelegen in West-Prato, rond Porta Pistoiese. De lokale afdeling van de Italiaanse Kamer van Koophandel registreerde meer dan 3100 Chinese bedrijven in september 2008. De meeste zijn gelegen in de industriële buurt Macrolotto di Iolo. In 2021 schonk Ruben Terlou met een aflevering van De wereld van de Chinezen aandacht aan de stad.

## stedenbanden
- Albemarle County (Verenigde Staten)
- Bir Lehlou (Westelijke Sahara)
- Changzhou (China)
- Ebensee (Oostenrijk)
- Nam Dinh (Vietnam)
- Roubaix (Frankrijk)
- Sarajevo (Bosnië en Herzegovina)
- Wangen im Allgäu (Duitsland)
- Harare (Zimbabwe)

## Geboren in Prato
- Francesco di Marco Datini (1335-1410), rijk koopman
- Filippino Lippi (1457-1504), kunstschilder en tekenaar (renaissance)
- Domenico Zipoli (1688), componist
- Attilio Nuti (1839-1903), componist, dirigent en muziekpedagoog
- Curzio Malaparte (1898-1957), schrijver (Kaputt, La Pelle) en oorlogscorrespondent
- Paolo Rossi (1956-2020), voetballer
- Sandro Veronesi (1959), romanschrijver, essayist en journalist
- Stefano Borchi (1987), wielrenner
- Andrea Fedi (1991), wielrenner
- Manuel Pucciarelli (1991), voetballer
- Rachele Baldi (1994), voetbalster
- Chiara Tabani (1994), waterpolospeelster
- Emma Severini (2003), voetbalster

## Galerij

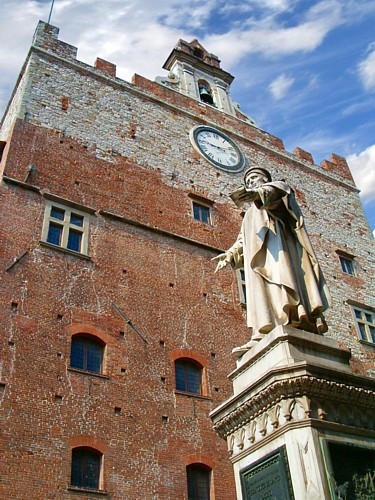
Palazzo Comunale
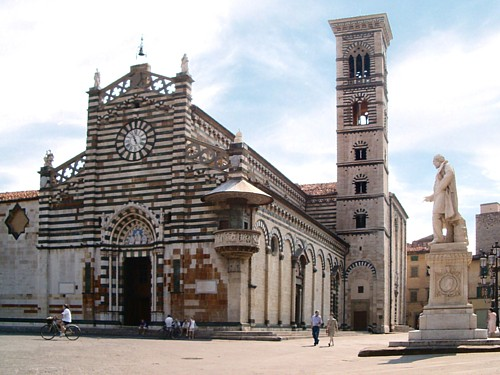
Piazza del Duomo
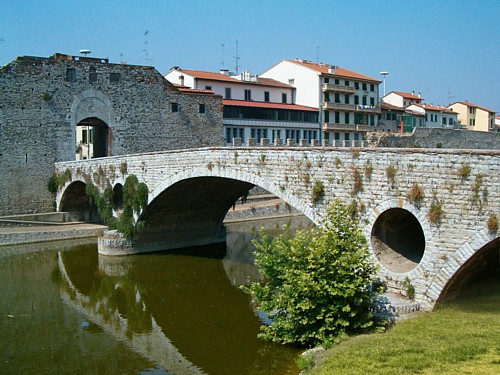
Ponte Mercatale